# Gérard Gobert
Pour les articles homonymes, voir Gobert.
Gérard Gobert est un homme politique belge né à Frameries le 25 juillet 1950.
Il entre à la Chambre des représentants le 11 janvier 2001 en tant que député Ecolo de la circonscription électorale de Mons-Soignies, à la suite de la démission de Jean-Pierre Viseur. Il siège jusqu'au 10 avril 2003, date de la fin de la 50e législature de la Chambre.
Il devient à nouveau député du 26 juin 2003 au 18 juillet 2004, en remplacement du député de la circonscription électorale du Hainaut Jean-Marc Nollet, nommé ministre de l'Enfance, chargé de l'Enseignement fondamental, de l'Accueil et des Missions confiées à l'ONE (gouvernement de la Communauté française).